# Boucé (Allier)
Boucé település Franciaországban, Allier megyében. Lakosainak száma 499 fő (2022. január 1.). Boucé Cindré, Langy, Montaigu-le-Blin, Montoldre, Rongères, Saint-Gérand-le-Puy és Treteau községekkel határos.

## Népesség
A település népességének változása:
| Lakosok száma | 648  | 573  | 532  | 546  | 523  | 520  | 508  | 496  | 493  | 499  |
|               | 1968 | 1982 | 1990 | 2006 | 2013 | 2015 | 2017 | 2019 | 2020 | 2022 |